# Zápas na Letních olympijských hrách 1924
Zápas na letních olympijských hrách 1924 svedl do bojů o medaile 229 zápasníků z 26 zemí. Ti se utkali o 13 sad medailí v sedmi váhových kategoriích ve volném stylu a v šesti v řecko-římském.

## Medailisté

### Volný styl
| Kategorie                | Zlato                                        | Stříbro                                       | Bronz                                      |
| ------------------------ | -------------------------------------------- | --------------------------------------------- | ------------------------------------------ |
| Bantamová váha (56 kg)   | Kustaa Pihlajamäki · Finsko (FIN)            | Kaarlo Mäkinen · Finsko (FIN)                 | Bryan Hines · Spojené státy americké (USA) |
| Pérová váha (61 kg)      | Robin Reed · Spojené státy americké (USA)    | Chester Newton · Spojené státy americké (USA) | Kacutoši Naitó · Japonsko (JPN)            |
| Lehká váha (66 kg)       | Russell Vis · Spojené státy americké (USA)   | Volmar Wikström · Finsko (FIN)                | Arvo Haavisto · Finsko (FIN)               |
| Welterová váha (72 kg)   | Hermann Gehri · Švýcarsko (SUI)              | Eino Leino · Finsko (FIN)                     | Otto Müller · Švýcarsko (SUI)              |
| Střední váha (79 kg)     | Fritz Hagmann · Švýcarsko (SUI)              | Pierre Ollivier · Belgie (BEL)                | Vilho Pekkala · Finsko (FIN)               |
| Lehká těžká váha (87 kg) | John Spellman · Spojené státy americké (USA) | Rudolf Svensson · Švédsko (SWE)               | Charles Courant · Švýcarsko (SUI)          |
| Těžká váha (+87 kg)      | Harry Steel · Spojené státy americké (USA)   | Henri Wernli · Švýcarsko (SUI)                | Archie MacDonald · Velká Británie (GBR)    |

### Řecko-římský zápas
| Kategorie                  | Zlato                            | Stříbro                            | Bronz                            |
| -------------------------- | -------------------------------- | ---------------------------------- | -------------------------------- |
| Bantamová váha (58 kg)     | Eduard Pütsep · Estonsko (EST)   | Anselm Ahlfors · Finsko (FIN)      | Väinö Ikonen · Finsko (FIN)      |
| Pérová váha (62 kg)        | Kalle Anttila · Finsko (FIN)     | Aleksanteri Toivola · Finsko (FIN) | Erik Malmberg · Švédsko (SWE)    |
| Lehká váha (67,5 kg)       | Oskari Friman · Finsko (FIN)     | Lajos Keresztes · Maďarsko (HUN)   | Källe Westerlund · Finsko (FIN)  |
| Střední váha (75 kg)       | Edvard Westerlund · Finsko (FIN) | Arthur Lindfors · Finsko (FIN)     | Roman Steinberg · Estonsko (EST) |
| Lehká těžká váha (82,5 kg) | Carl Westergren · Švédsko (SWE)  | Rudolf Svensson · Švédsko (SWE)    | Onni Pellinen · Finsko (FIN)     |
| Těžká váha (+82,5 kg)      | Henri Deglane · Francie (FRA)    | Edil Rosenqvist · Finsko (FIN)     | Rajmund Badó · Maďarsko (HUN)    |

## Přehled medailí
| Pořadí | Země                         | Zlato | Stříbro | Bronz | Celkově |
| ------ | ---------------------------- | ----- | ------- | ----- | ------- |
| 1      | Finsko (FIN)                 | 4     | 7       | 5     | 16      |
| 2      | Spojené státy americké (USA) | 4     | 1       | 1     | 6       |
| 3      | Švýcarsko (SUI)              | 2     | 1       | 2     | 5       |
| 4      | Švédsko (SWE)                | 1     | 2       | 1     | 4       |
| 5      | Estonsko (EST)               | 1     | 0       | 1     | 2       |
| 6      | Francie (FRA)                | 1     | 0       | 0     | 1       |
| 7      | Maďarsko (HUN)               | 0     | 1       | 1     | 2       |
| 8      | Belgie (BEL)                 | 0     | 1       | 0     | 1       |
| 9      | Velká Británie (GBR)         | 0     | 0       | 1     | 1       |
| 9      | Japonsko (JPN)               | 0     | 0       | 1     | 1       |
| Celkem | Celkem                       | 13    | 13      | 13    | 39      |

## Zúčastněné země
Do bojů o medaile zasáhlo 229 zápasníků z 26 zemí:
| - Austrálie (1) - Belgie (17) - Československo (9) - Dánsko (11) - Egypt (2) - Estonsko (8) - Finsko (24) | - Francie (23) - Itálie (17) - Japonsko (1) - Jugoslávie (2) - Kanada (5) - Lotyšsko (6) - Lucembursko (2) | - Maďarsko (12) - Nizozemsko (8) - Norsko (7) - Polsko (2) - Rakousko (8) - Řecko (2) | - Spojené státy americké (14) - Španělsko (4) - Švédsko (13) - Švýcarsko (12) - Turecko (5) - Velká Británie (14) |